# Bussac-sur-Charente
Bussac-sur-Charente és un municipi francès situat al departament del Charente Marítim i a la regió de la Nova Aquitània. L'any 2007 tenia 1.247 habitants.

## Demografia

### Població
El 2007 la població de fet de Bussac-sur-Charente era de 1.247 persones. Hi havia 490 famílies de les quals 77 eren unipersonals (16 homes vivint sols i 61 dones vivint soles), 194 parelles sense fills, 170 parelles amb fills i 49 famílies monoparentals amb fills.
La població ha evolucionat segons el següent gràfic:
Habitants censats

### Habitatges
El 2007 hi havia 546 habitatges, 493 eren l'habitatge principal de la família, 18 eren segones residències i 35 estaven desocupats. 538 eren cases i 5 eren apartaments. Dels 493 habitatges principals, 425 estaven ocupats pels seus propietaris, 64 estaven llogats i ocupats pels llogaters i 4 estaven cedits a títol gratuït; 1 tenia una cambra, 12 en tenien dues, 53 en tenien tres, 162 en tenien quatre i 266 en tenien cinc o més. 387 habitatges disposaven pel capbaix d'una plaça de pàrquing. A 190 habitatges hi havia un automòbil i a 276 n'hi havia dos o més.

### Piràmide de població
La piràmide de població per edats i sexe el 2009 era:
| Homes | Edats   | Dones |
| ----- | ------- | ----- |
| 0     | 95 o +  | 0     |
| 0     | 90 a 94 | 0     |
| 12    | 85 a 89 | 8     |
| 4     | 80 a 84 | 4     |
| 24    | 75 a 79 | 16    |
| 16    | 70 a 74 | 16    |
| 36    | 65 a 69 | 44    |
| 28    | 60 a 64 | 12    |
| 44    | 55 a 59 | 40    |
| 24    | 50 a 54 | 40    |
| 56    | 45 a 49 | 40    |
| 44    | 40 a 44 | 60    |
| 40    | 35 a 39 | 48    |
| 28    | 30 a 34 | 28    |
| 28    | 25 a 29 | 24    |
| 32    | 20 a 24 | 24    |
| 16    | 15 a 19 | 44    |
| 52    | 10 a 14 | 40    |
| 48    | 5 a 9   | 20    |
| 32    | 0 a 4   | 20    |

## Economia
El 2007 la població en edat de treballar era de 784 persones, 563 eren actives i 221 eren inactives. De les 563 persones actives 524 estaven ocupades (287 homes i 237 dones) i 38 estaven aturades (13 homes i 25 dones). De les 221 persones inactives 88 estaven jubilades, 55 estaven estudiant i 78 estaven classificades com a «altres inactius».

### Ingressos
El 2009 a Bussac-sur-Charente hi havia 502 unitats fiscals que integraven 1.329,5 persones, la mediana anual d'ingressos fiscals per persona era de 18.252 €.

### Activitats econòmiques
Dels 38 establiments que hi havia el 2007, 1 era d'una empresa de fabricació d'altres productes industrials, 11 d'empreses de construcció, 7 d'empreses de comerç i reparació d'automòbils, 1 d'una empresa de transport, 1 d'una empresa d'hostatgeria i restauració, 1 d'una empresa financera, 3 d'empreses immobiliàries, 3 d'empreses de serveis, 7 d'entitats de l'administració pública i 3 d'empreses classificades com a «altres activitats de serveis».
Dels 13 establiments de servei als particulars que hi havia el 2009, 1 era un taller de reparació d'automòbils i de material agrícola, 1 paleta, 2 guixaires pintors, 1 fusteria, 3 lampisteries, 2 electricistes, 1 perruqueria, 1 restaurant i 1 agència immobiliària.
L'únic establiment comercial que hi havia el 2009 era una botiga de menys de 120 m².
L'any 2000 a Bussac-sur-Charente hi havia 16 explotacions agrícoles que ocupaven un total de 456 hectàrees.

## Equipaments sanitaris i escolars
El 2009 hi havia una escola elemental.

## Poblacions més properes
El següent diagrama mostra les poblacions més properes.